# Agnès Laroche
Pour les articles homonymes, voir Laroche.
Agnès Laroche, née le 1er décembre 1965 à Paris et morte le 6 février 2023, à Soyaux, est une romancière française.

## Biographie
Agnès Laroche est l’autrice de nombreuses fictions diffusées à la radio, de romans pour la jeunesse et de récits publiés en presse enfantine. Elle a sorti son premier livre à 43 ans. 
Avant de devenir autrice, Agnès Laroche a travaillé pendant 20 ans en insertion professionnelle. Depuis, elle a écrit une quarantaine d'ouvrages.  
Pour inventer ses histoires, Agnès Laroche note ses idées dans de petits carnets : elle imagine d'abord son personnage principal, puis les problèmes qu'il rencontre et comment il va les résoudre. L'autrice travaille principalement chez elle, dans sa maison d'Angoulême. Elle met 15 jours à un mois pour rédiger un album, et 4 à 5 mois pour un roman.
Son plus grand plaisir est de faire en sorte que ses livres soient autant de petites maisons dans lesquelles les lecteurs se sentent chez eux, de la première à la dernière page.
En 2015, elle a obtenu le Prix des Incorruptibles (niveau CE2/CM1) pour son roman jeunesse Rue des petits singes. C'est cette même année qu'elle remporte le prix Mon ami pour son roman Le fantôme de Sarah Fisher. Elle est mariée et a trois enfants, deux garçons et une fille.

## Œuvres
- Tim Sans-dragon, Rageot Éditeur, 2008.
- Un copain de plus, ill. Philippe Bucamp, coll. Livres et Egaux, Talents Hauts, 2009
- La Drôle de vie d'Archie, Rageot, 2009
- Scoops au lycée, Rageot Éditeur, 2010
- Murder Party, Rageot Éditeur, 2010
- Super-Jojo fait l'école buissonnière, Fleurus, 2010
- Cours Ayana !, Rageot Éditeur, 2011
- Cœur de vampire, Rageot Éditeur, 2011
- Le Fantôme de Sarah Fisher, Rageot Éditeur, 2011
- La Dragonne de minuit, Rageot, 2011
- Scoops au lycée, Rageot, 2012
- Tim sans dragon, Oskar, 2012
- Nicodème, Alice jeunesse, 2012
- Sauve-toi Nora, Rageot, 2012
- Rue des petits singes, Rageot, 2013
- Le Mot magique, Lito Édition, 2013
- C'est qui le Roi des animaux ?, La Martinière jeunesse, 2013
- Tu vas payer, Rageot, 2013
- Deux sur la balance, 2013
- Duo pour une enquête, Rageot, 2014
- Charly et moi, éditions Virage, 2015 : Diane est une jeune fille de 14 ans atteinte d'une rare maladie cardiaque. En attendant une opération très importante afin de guérir son cœur, elle est contrainte de faire le moins d'activité possible. Son passe-temps préféré consiste à espionner les voisins. Un jour, elle rencontre Charly, un garçon taciturne et avec une grande cicatrice sur le visage. Ils se lient d'amitié jusqu'au jour où Charly disparait subitement.
- La vraie recette de l'amour, Rageot, 2016Prix des Incorruptibles 2015 (niveau CE2/CM1)
- dfd La vraie recette de l'amour, Rageot, 2016
- Cœurs en fuite, Rageot, 2017
- La vie dure trois minutes, 2018
- La rencontre d'élève à Aramon
- Prunelle, Sorcière Rebelle (tome 1), Rageot, 2021
- Prunelle, l’Ultime Sortilège (tome 2), Rageot, 2022